# Autopublicación
La autopublicación o edición de autor consiste en la publicación de un libro o cualquier otro contenido por su autor sin la intervención de un editor. El autor es responsable de todos los aspectos del proceso, que en el caso de un libro incluyen el diseño de portada, formato, precio, distribución y comunicación de la obra; puede realizar él mismo estas tareas o externalizarlas en parte o en su totalidad a una empresa que ofrezca estos servicios.
Este fenómeno se ha visto favorecido por las plataformas digitales que conectan al autor con los recursos para la edición y que sirven de soporte para la publicación digital o la impresión bajo demanda. Algunas de estas plataformas son auténticas librerías digitales que proporcionan a los autores los mecanismos para la edición, la venta y la promoción.
La autopublicación no se limita a los libros físicos. Otros materiales, como e-books, panfletos o sitios web son frecuentemente autopublicados. La financiación para la autopublicación de algunos de estos productos culturales se consiguen también mediante el procedimiento del micromecenazgo.

## Historia de la autopublicación
La autopublicación no es una tendencia reciente, a pesar de que los avances tecnológicos han facilitado el proceso y abaratado sus costes. En el pasado, los autores debían invertir cantidades considerables a la hora de publicar sus libros, realizando un tiraje y almacenándolos. En 1931 el autor de The Joy of Cooking pagó una tirada de 3000 ejemplares. Hoy en día la impresión bajo demanda permite la producción de ejemplares solo cuando el comprador los solicita. La famosa trilogía Cincuenta sombras de Grey, de E. L. James, fue inicialmente autopublicada en libro electrónico y mediante la impresión bajo demanda.[cita requerida]

## Aspectos del negocio

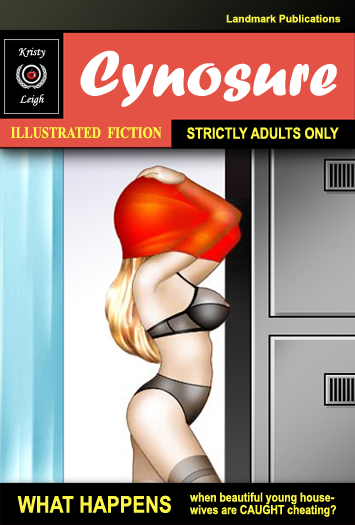
El autor es responsable de todos los aspectos del proceso.

La característica fundamental de la autopublicación es que la figura del autor se desvincula de la editorial a la hora de poner en circulación sus contenidos. 
En 2008, por primera vez en la historia, el número de títulos autopublicados superó a los publicados de forma tradicional.[cita requerida] En 2009 el 76% de los lanzamientos fueron autopublicaciones y disminuyó la producción de las editoriales tradicionales.[cita requerida]. Editoriales tradicionales ven la autopublicación como un enemigo y una pérdida de calidad del producto literario, aunque esta creencia tiene parte de mito.
Los principales avances tecnológicos que han propiciado el auge de la autopublicación son los siguientes:
- Venta en línea, que trasvasa lectores de las librerías tradicionales al mundo digital y supone el acceso a una distribución global.
- Impresión bajo demanda. Permite obtener un producto de calidad similar a los libros editados de forma tradicional con la ventaja de reducir costes y stocks.
- Lectores digitales o “ereaders”, productos portátiles que permiten a los usuarios reunir grandes cantidades de información en un solo dispositivo.

## Plataformas de autoedición
La principal plataforma de autoedición es Amazon KDP. Permite a los autores publicar en libro electrónico, y alguna también en papel con el sistema de impresión bajo demanda. Otras plataformas destacadas son Smashwords y Draft2Digital. Estas empresas permiten a los escritores subir su libro y publicarlo sin necesidad de una editorial tradicional. Los posibles lectores pueden comprar el libro en la plataforma (que hace las funciones de imprenta, librería digital y editor) y lo pueden leer en libro electrónico, escuchar en audiolibro o en papel. Estas tiendas imprimen la obra y la mandan por correo al comprador. De esta forma se elimina la necesidad de tener un stock de libros, ya que las obras solo se imprimen cuando se compran. Otra plataforma destacada es Wattpad, especialmente popular entre los jóvenes y más orientada a textos gratuitos, aunque tiene algunas formas de monetizar los contenidos por parte de los autores.

## La autopublicación cuidada
Aunque se conocen como editoriales de autoedición, existen editoriales de autopublicación cuidada que editan y publican libros a autores encargándose de todo el proceso, aunque es finalmente el escritor quien sufraga los costes, por lo que hablamos de una autopublicación a nivel de financiación, pero no en cuanto al trabajo que debe realizar el autor. La editorial de autoedición cuidada pone a disposición del escritor todo un equipo de personal cualificado para el registro legal, la corrección ortotipográfica, el diseño de cubiertas, la maquetación del libro, su impresión, distribución nacional e internacional y difusión y marketing de la obra.
- Datos: Q1568650
- Multimedia: Self-publishing / Q1568650